# Jean-Pierre Richardot
Œuvres principales
- Une autre Suisse (2002)
- 100 000 Morts oubliés (2009)
- SNCF, Héros et salauds (2012)
- La Suisse à l'heure du Brexit (2017)

Jean-Pierre Richardot, né le 4 mai 1929 à Digne-les-Bains et mort le 20 décembre 2021 à Brétigny-sur-Orge, est un journaliste et historien français, ancien du Monde, de L'Express, de France 2, de RTL et de Réforme.

## Biographie
Fils, petit-fils et trois fois neveu de pasteurs de l’Église réformée, il a été élevé à Saint-Hippolyte-du-Fort, au pied des Cévennes jusqu'à l'âge de 9 ans, puis au Havre en Normandie et en Suisse Romande, dans le canton de Vaud (de 1942 à 1945), où il est recueilli par sa marraine la pasteure et historienne Lydia von Auw.
Dès 1947, à l'âge de 18 ans, il écrit son premier grand reportage dans le journal régional Paris Normandie sur Rotterdam-Amsterdam et leurs ports. Il assiste l'année suivante aux fêtes du couronnement de la reine Juliana. Il « couvre » également, en 1948, la Conférence œcuménique d'Amsterdam pour le supplément hebdomadaire du journal Le Monde.
Débute sa collaboration au Monde, en janvier 1951, en première page, par une interview du pasteur allemand Martin Niemöller, ex résistant antinazi, qui incarnait alors le point de vue des « neutralistes » en Europe lesquels se situaient entre les États-Unis et l'URSS, en plein cœur de la guerre froide.
Très impressionné par la défaite française de Cao-Bang, à la frontière sino-vietnamienne, en janvier 1952, bataille où l'armée française se fait laminer entre les forces communistes chinoises et les révolutionnaires vietnamiens, Jean-Pierre Richardot préconise une refonte complète des rapports de la France avec ses anciennes colonies, en s'inspirant de l'exemple des Anglais aux Indes. Il se rend en été 1952 en Tunisie, dont le territoire est quadrillé par l'armée française, et préconise dans les colonnes de Paris Normandie une politique d'émancipation graduelle et d'entente avec les nationalistes. Habib Bourguiba est alors prisonnier des Français à l'île de La Galite, en face de Tabarka. Ce chef nationaliste sera libéré en 1954, à l'arrivée de Pierre Mendès France au pouvoir.
Jean-Pierre Richardot participe à la Conférence asiatique de Genève comme consultant de la SSR (Société Suisse de Radiodiffusion) et de Radio-Genève. Après les accords de Genève mettant un terme à la guerre, il est invité par le gouvernement Mendès-France en Indochine, où il représente Radio-Genève, L'Express et Le Dauphiné libéré.
Jean-Pierre Richardot se trouve au Vietnam, en septembre 1954, quand il apprend l'insurrection des éléments indépendantistes en Algérie. II a le sentiment que la France se replonge dans une nouvelle guerre coloniale qui aboutira au même résultat que celle d'Indochine. Il rentre en France en 1957, et comme les journaux français sont censurés, il travaille avec la presse suisse, et tout particulièrement avec le Journal de Genève, de René Payot, dont il est l'envoyé spécial à Alger lors de l'insurrection des généraux français en Algérie, en mai 1958.
Envoyé spécial permanent de la Radiodiffusion française à Beyrouth, il « couvre » l'actualité au Proche et au Moyen-Orient de 1958 à 1960. À la demande de la Ligue arabe, il est expulsé du Liban, avec sa jeune épouse, Sylviane, professeure, à la suite d'une émission destinée à la radio suisse dans laquelle il évoque « l'incapacité totale de la Ligue arabe à prendre la moindre décision ».
De retour à Paris, Jean-Pierre Richardot participe au mouvement des jeunes journalistes de la RTF qui soutiennent le général de Gaulle dans sa volonté de mettre au pas les généraux français d'Alger, lors du putsch des généraux, du 22 avril 1961. Il travaille ensuite à RTL, alors dénommé Radio Luxembourg, comme journaliste présentateur, puis devient responsable des relations publiques de la FNSEA (Fédération nationale des syndicats d'exploitants agricoles). En 1969, il est consulté par le ministre de l'Éducation nationale, Edgar Faure, qui prépare la loi d'orientation, laquelle  s'inspire des principales revendications des contestataires de mai 1968, politique qui suscite les réserves les plus expresses d'une partie des gouvernementaux, mais pas du général de Gaulle. Edgar Faure est alors accusé  de « faire le jeu des soixante-huitards ». Jean-Pierre Richardot conseille encore Edgar Faure, devenu président de l'Assemblée nationale en 1973, en ce qui concerne, en aménagement du territoire, la « liaison mer du Nord/mer Méditerranée ».
En  1970, Jean-Pierre Richardot participe à la fondation de L'Express Rhône-Alpes, dont il est l'éditorialiste sous le pseudonyme de « Rhônalpus ». De 1976 à 1983, il collabore à nouveau au Monde et au Monde de l'éducation, où il fait de  grands reportages, notamment à l'Université Tolbiac (Paris I). Reporter à France Télévisions, Jean-Pierre Richardot travaille en 1983 à France 3 à Tours-Orléans comme reporter. Il est envoyé en 1985 aux États-Unis, en Allemagne et en Angleterre par France 2 (dénommée alors Antenne 2) et produit un film de 52 minutes, La diaspora des huguenots, pour marquer le trois centième anniversaire de la révocation de l'Édit de Nantes.
En 1989, Jean-Pierre Richardot est nommé par Lionel Jospin membre de son cabinet, en vue de contribuer à la fondation de la « chaîne éducative », qui sera appelée par la suite La Cinquième. Il participe également au Conseil national des programmes, dans le domaine historique, pour l'enseignement secondaire.

## Publications
- 1971 : Rhône-Alpes, clef pour l'Europe, Robert Laffont
- 1976 : La France en miettes (plaidoyer pour la régionalisation), Belfont
- 1977 : Papa Bréchard, Vigneron Du Beaujolais, Stock  (ISBN 978-2234006485)
- 1980 : Le Peuple protestant français aujourd'hui, Robert Laffont  (ISBN 978-2221073643)
- 1982 : Arméniens : Quoi qu'il en coûte, Fayard,  (ISBN 978-2213011530)
- 2002 : Une autre Suisse, 1940-1944 : Un bastion contre l'Allemagne nazie, Le Félin  (ISBN 978-2866454104)
- 2009 : 100 000 morts oubliés : Les 47 jours et 47 nuits de la bataille de France 10 mai-25 juin 1940, Le Cherche-midi  (ISBN 978-2749106441)
- 2012 : SNCF, héros et salauds pendant l'Occupation, Le Cherche-midi  (ISBN 978-2-7491-2011-9)
- 2017 : La Suisse à l'heure du Brexit, Slatkine  (ISBN 978-2-8321-0775-1)
- 2019 : Mémoires d'un vagabond journaliste - De la libération à aujourd'hui, Les Editions de Paris  (ISBN 978-2846212809)

## Filmographie

### Scénariste
- 1985 : La Diaspora des huguenots, Antenne 2
- 2006 : Michel Hollard, le résistant qui a sauvé Londres, Kérope Bagla, France 2[3]
- 2010 : Les Régiments ficelles : Des héros dans la tourmente de 1940, Robert Mugnerot, Victorimage et France Télévision[4]